# Kostel v Gagře
Kostel v Gagře, známý také jako Abaata, je raně středověký křesťanský kostel v okresním městě Gagra v Abcházii v severní Gruzii, na severovýchodním pobřeží Černého moře u úpatí Kavkazu. Jde o jeden z nejstarších kostelů v Abcházii, typickou ukázku klasické abchazské církevní architektury v Gruzii, s níž má mnoho společných architektonických prvků. Architektonicky se jedná o jednoduchou trojlodní baziliku postavenou v 6. století. Bazilika byla do současné podoby přestavěna v roce 1902.
Kostel stojí na místě původního areálu souběžně budované pevnosti zvané Abaata, která je v současnosti téměř celá v troskách.
Kostel je postaven z kvádříkového zdiva, jeho stěny nemají žádnou výzdobu. Vstupní část je na západní straně a tvoří ji chrámová předsíň (narthex). Všechny tři hlavní lodě jsou navzájem propojeny dveřmi. Hlavní loď má tři okna v jižní stěně a po jednom okně na západní stěně a nad oltářem. Stavba byla kompletně zrekonstruována v roce 1902 na popud Evženie Maximilianovny z Leuchtenbergu, manželky Alexandra Petroviče Oldenburského, příslušníka ruské carské rodiny a vnuka Kateřiny Pavlovny, který z města Gagra vybudoval lázně.
Dne 9. ledna 1903 byla stavba vysvěcena jako kostel svatého Ipatije. V té době byla část staré pevnosti Abaata zbourána, aby uvolnila místo k výstavbě lázeňského hotelu. V sovětské éře sloužila budova kostela jako prostor pro expozici starých zbraní.
V roce 2007 prošel kostel částečnou rekonstrukcí. V roce 2012 byla budova vysvěcena a byla tak obnovena její církevní funkce.
Kostel je od roku 2007 zapsán na gruzínském seznamu nemovitých kulturních památek celostátního významu.